# Elassodiscus tremebundus
Elassodiscus tremebundus är en fiskart som beskrevs av Gilbert och Burke 1912. Elassodiscus tremebundus ingår i släktet Elassodiscus och familjen Liparidae. Inga underarter finns listade i Catalogue of Life.